# مطار فارو

فين إير في فارو

مطار فارو (بالبرتغالية: Aeroporto de Faro)(إياتا: FAO، إيكاو: LPFR)) وهو مطار دولي مدني يقع في جنوب البرتغال قرب مدينة فارو وقد أفتتح هذا المطار في سنة 1965 ويكون هذا المطار مزدحماً في الصيف لكثرة السواح فيه وفي 2011 سافر عن طريق المطار حوالي 5.6 مليون مسافر.

## شركات الطيران والوجهات
| شركـات طيـران                   | الوجهات |
| ------------------------------- | --- |
| أير لينغس                       | مطار دبلن الدولي موسمي: Cork |
| الخطوط الجوية الفرنسية          | مطار باريس شارل ديغول |
| طيران ترانسات                   | مطار تورونتو بيرسون الدولي |
| الخطوط الجوية البريطانية        | مطار غاتويك موسمي: مطار لندن سيتي، مطار لندن هيثرو، Southampton |
| خطوط بروكسل الجوية              | مطار بروكسل الدولي |
| Chair Airlines                  | موسمي: مطار زيورخ الدولي |
| كوندور للطيران                  | موسمي: مطار دوسلدورف الدولي، مطار فرانكفورت، مطار هامبورغ، مطار لايبزيغ هاله ، مطار ميونخ الدولي |
| إيزي جيت                        | مطار سخيبول أمستردام، مطار بازل - ميلوز - فريبورغ الأوروبي، مطار بلفاست الدولي، مطار بوردو ميرينياك، مطار بريستول، مطار جنيف الدولي، مطار غلاسكو الدولي، مطار ليفربول، مطار غاتويك، مطار لندن لوتن، مطار ليون سانت إكسوبيري، مطار مانشستر، مطار مالبينسا، مطار نانت، مطار باريس شارل ديغول، مطار باريس أورلي موسمي: مطار برشلونة الدولي (تبدأ في 26 يونيو 2023)، مطار برلين براندنبرغ، مطار برمينغهام، London–Southend، مطار تولوز بلانياك (تستأنف 28 يونيو 2023) |
| إديلويس إير                     | مطار زيورخ الدولي |
| يورو وينجز                      | مطار كولونيا بون الدولي، مطار دوسلدورف الدولي، مطار ستوكهولم أرلاندا، مطار شتوتغارت الدولي موسمي: مطار هامبورغ |
| أيبيريا (شركة طيران)            | موسمي: مطار مدريد باراخاس الدولي |
| جيت تو دوت كوم                  | مطار برمينغهام، East Midlands، Leeds/Bradford، مطار لندن ستانستد، مطار مانشستر موسمي: مطار بلفاست الدولي، مطار بريستول، مطار إدنبرة، مطار غلاسكو الدولي، مطار ليفربول (تبدأ في 30 مارس 2024)، مطار نيوكاسل |
| لوفتهانزا                       | مطار فرانكفورت، مطار ميونخ الدولي |
| لوكس إير                        | مطار لوكسمبورغ |
| Marabu                          | موسمي: مطار هامبورغ، مطار ميونخ الدولي |
| آير شاتل النرويجية              | مطار ستوكهولم أرلاندا مطار كوبنهاغن، مطار أوسلو-غاردرموين |
| رايان إير                       | Aarhus، مطار برشلونة الدولي، مطار بوفيه - تيه، مطار بلفاست الدولي، مطار أوريو أل سيريو، مطار برلين براندنبرغ، مطار برمينغهام، مطار بوردو ميرينياك، Bournemouth، مطار بريستول، مطار كارديف الدولي، مطار بروكسل شارلروا الجنوب، مطار كوبنهاغن، Cork، مطار دبلن الدولي، East Midlands، مطار إدنبرة، مطار آيندهوفن، Glasgow–Prestwick، مطار كارلسروه/بادن-بادن، Leeds/Bradford، مطار ليفربول، مطار لندن لوتن، مطار لندن ستانستد، مطار لوكسمبورغ، مطار مدريد باراخاس الدولي، مطار مانشستر، مطار مارسيليا، مطار ميمينجين، مطار نيوكاسل، Newquay، مطار نورمبرغ، مطار بورتو الدولي، مطار ليوناردو دا فينشي، مطار تولوز بلانياك، مطار بلنسية، مطار فيينا الدولي، مطار ويزي موسمي: مطار أبردين، مطار كولونيا بون الدولي، مطار إكستر، مطار فرانكفورت هان، Kerry، Knock، Shannon، Teesside، مطار وارسو مودلين |
| الخطوط الجوية الإسكندنافية      | مطار كوبنهاغن، مطار ستوكهولم أرلاندا موسمي: مطار أوسلو-غاردرموين |
| خطوط ترافل سيرفس الجوية         | موسمي: مطار كاتوفيتشي، مطار فاكلاف هافيل الدولي، مطار وارسو فريدريك شوبان |
| الخطوط الجوية الدولية السويسرية | موسمي: مطار جنيف الدولي |
| تاب برتغال                      | مطار لشبونة |
| ترانسافيا                       | مطار سخيبول أمستردام، مطار بروكسل الدولي، مطار آيندهوفن، مطار ليون سانت إكسوبيري، مطار مونبلييه ميديتيراني، مطار نانت، مطار باريس أورلي، مطار روتردام لاهاي |
| توي للطيران                     | مطار غاتويك، مطار مانشستر موسمي: مطار برمينغهام، East Midlands |
| توي فلاي بلجيكا                 | موسمي: مطار بروكسل الدولي |
| توي فلاي ألمانيا                | موسمي: مطار دوسلدورف الدولي، مطار فرانكفورت، مطار هامبورغ، مطار هانوفر لانغنهاغن، مطار شتوتغارت الدولي |
| فولوتيا                         | موسمي: مطار بلباو (تبدأ في 28 May 2023)، مطار ليل، مطار ليون سانت إكسوبيري، مطار نانت، مطار ستراسبورغ (تبدأ في 1 يونيو 2023)، مطار تولوز بلانياك |
| خطوط فيولينغ الجوية             | مطار برشلونة الدولي موسمي مطار بلباو (تبدأ في 2 يوليو 2023) |
| ويز للطيران                     | مطار غاتويك |